# Urtsi Lerr
Urtsi Lerr är ett berg i Armenien.   Det ligger i provinsen Ararat, i den centrala delen av landet, 50 kilometer sydost om huvudstaden Jerevan. Toppen på Urtsi Lerr är 2 445 meter över havet, eller 746 meter över den omgivande terrängen. Bredden vid basen är 13,1 km.
Terrängen runt Urtsi Lerr är kuperad åt sydost, men åt nordväst är den bergig. Närmaste större samhälle är Ararat, 17,9 kilometer väster om Urtsi Lerr. 
Trakten runt Urtsi Lerr består i huvudsak av gräsmarker. Runt Urtsi Lerr är det ganska tätbefolkat, med 124 invånare per kvadratkilometer.